# Тихоненко Оксана Віталіївна
Оксана Віталіївна Тихоненко (нар. 18 грудня 1976, м. Київ) — українська підприємиця, генеральна директор та керуюча партнерка мережі ресторанів японської та європейської кухні “Євразія”.

## Життєпис
Оксана Тихоненко народилася 18 грудня 1976 року у Києві.
Закінчила Київський Славістичний університет, факультет “фінанси і аудит”.
З 1997 по 2004 рік працювала головною бухгалтеркою ТОВ “Гран Прі-1”.
З 2004 по 2007 рік була фінансовою директор станції техобслуговування Мерседес ТОВ “Юніком Авто”.
З 2007 по 2010 рік перебувала на посаді директора ТОВ "Гвест".
З 2010 року по сьогодні — директор та керуюча партнерка ТОВ “Євразія” та ТОВ “Євразія Груп”.
У 2019 році стала членкинею Міжнародного клубу Успішних жінок України “Жінки України”. Також Тихоненко є членкинею Української ресторанної асоціації.

## Суспільна діяльність
2020 рік — проєкт Міжнародний фестиваль "Оберіг людства"
2021 рік — екопроєкт «Refill»
2022 року компанія Євразія перераховує фінансові кошти до ЗСУ. Станом на липень 2022 року було перераховано понад 500 000 грн; також компанія під керівництвом Тихоненко спонсорує та організовує спортивні заходи, марафони та забіги.

## Нагороди
2018 — “Керівник року”
2019 — Міжнародний Орден королеви Анни “Честь Вітчизни”
2019 — “Лідер України”
2019 — “Кращий керівник року”
2019 — призерка рейтингу “ВД” — “25 найбільш успішних підприємиць України”
2020 — Топ 100 видатних жінок Києва

## Особисте життя
Одружена, виховує сина.